# Scacco matto (programma televisivo)
Scacco matto è stato un varietà televisivo del sabato sera abbinato alla Lotteria Italia, andato in onda sulla Rete 1 della Rai (l'odierna Rai 1) per 13 puntate dal 4 ottobre 1980 al 6 gennaio 1981, curato da Anna Ferretti e condotto da Claudio Cecchetto, Pippo Franco e Laura Troschel.

## Descrizione
La formula del programma prevedeva un telefilm giallo, diverso per ogni puntata, introdotto da Pippo Franco camuffato da investigatore. La serie di gialli era intitolata Fermate il colpevole (che in seguito venne anche ritrasmessa in maniera autonoma, dunque slegata dal contesto del varietà).
Ogni episodio, della durata di circa sessanta minuti, era sceneggiato dagli autori Mario Casacci e Alberto Ciambricco, diretto dal regista Mario Caiano ed interpretato da sei attori fissi (Sergio Graziani, Isabella Goldmann, Maria Grazia Grassini, Lorenza Guerrieri, Stefano Santospago e Giancarlo Zanetti) che interpretavano ruoli diversi ad ogni puntata, e presentava un caso di omicidio, ambientato sempre in una villa, Villa Drago, la sera del 31 dicembre di epoche diverse (l'arco temporale andava dal 1879 al 1979); verso la fine dell'episodio, lo sceneggiato veniva bloccato e si tornava in studio, dove i concorrenti dovevano rispondere a tre quesiti: chi fosse il colpevole, quale era stata l'arma utilizzata per l'omicidio e quale fosse il movente dell'assassinio: una volta date tali indicazioni, lo sceneggiato riprendeva fino al finale ed il concorrente che era riuscito ad indovinare più risposte veniva proclamato vincitore della puntata.. 
Tale formula era già stata utilizzata dalla Rai in celebri programmi degli anni precedenti come Giallo club. Invito al poliziesco (andato in onda dal 1959 al 1961) e Chi? (trasmesso nel 1976 ed abbinato anch'esso alla Lotteria Italia) e venne riproposta con una nuova serie, scritta per Domenica in (1979), col gioco finale condotto da Corrado. 
Successivamente il format fu convogliato in Giallo sera, andato in onda nella stagione 1983-84.
La coppia di concorrenti che vinse la finalissima del 6 gennaio 1981 era composta da Emanuele Masini e Silvana Testa.
Tra le componenti del programma, vi era, l'assegnazione, per i telespettatori, di biglietti della Lotteria Italia tramite un concorso che vedeva i tagliandi estratti dai fustini di una nota marca di detersivi, sponsor della trasmissione.
Il programma era composto, oltre che dalle mini-fiction poliziesche, dalle gag comiche di Pippo Franco, assistito dall'allora moglie Laura Troschel (quest'ultima inoltre eseguiva in ogni puntata un balletto), mentre Claudio Cecchetto conduceva i momenti del quiz (solo in un'occasione prese parte ad uno sketch comico assieme a Franco e la Troschel). 
il varietà risentì molto del terremoto in Irpinia del 23 novembre del 1980: la puntata successiva al disastro, andò in onda senza le classiche scenette comiche ed anche in seguito le gag di Pippo Franco ebbero come tema la solidarietà del dopo terremoto.
La sigla di testa era la canzone Scacco matto, cantata da Pippo Franco e Laura Troschel, mentre la sigla di coda era Prendi la fortuna per la coda, sempre cantata dai due, che qui vestivano i panni di Pierrot e Pierrette. Pippo Franco cantava anche il brano Mandami una cartolina, che introduceva lo spazio del concorso riservato ai telespettatori.
Il programma non riscontrò molto gradimento da parte del pubblico, ed infatti gli ascolti furono molto più bassi rispetto a quelli registrati dal varietà abbinato alla Lotteria Italia trasmesso l'anno precedente, Fantastico, tant'è che l'anno successivo i vertici Rai decisero di non rinnovare Scacco matto per una seconda edizione e di sostituirlo proprio con Fantastico, tornato dunque in onda dopo un anno di pausa, e rimasto appuntamento fisso del sabato sera autunnale della prima rete Rai abbinato alla Lotteria Italia ininterrottamente fino al 1992.